# Michael Bernhard Valentini

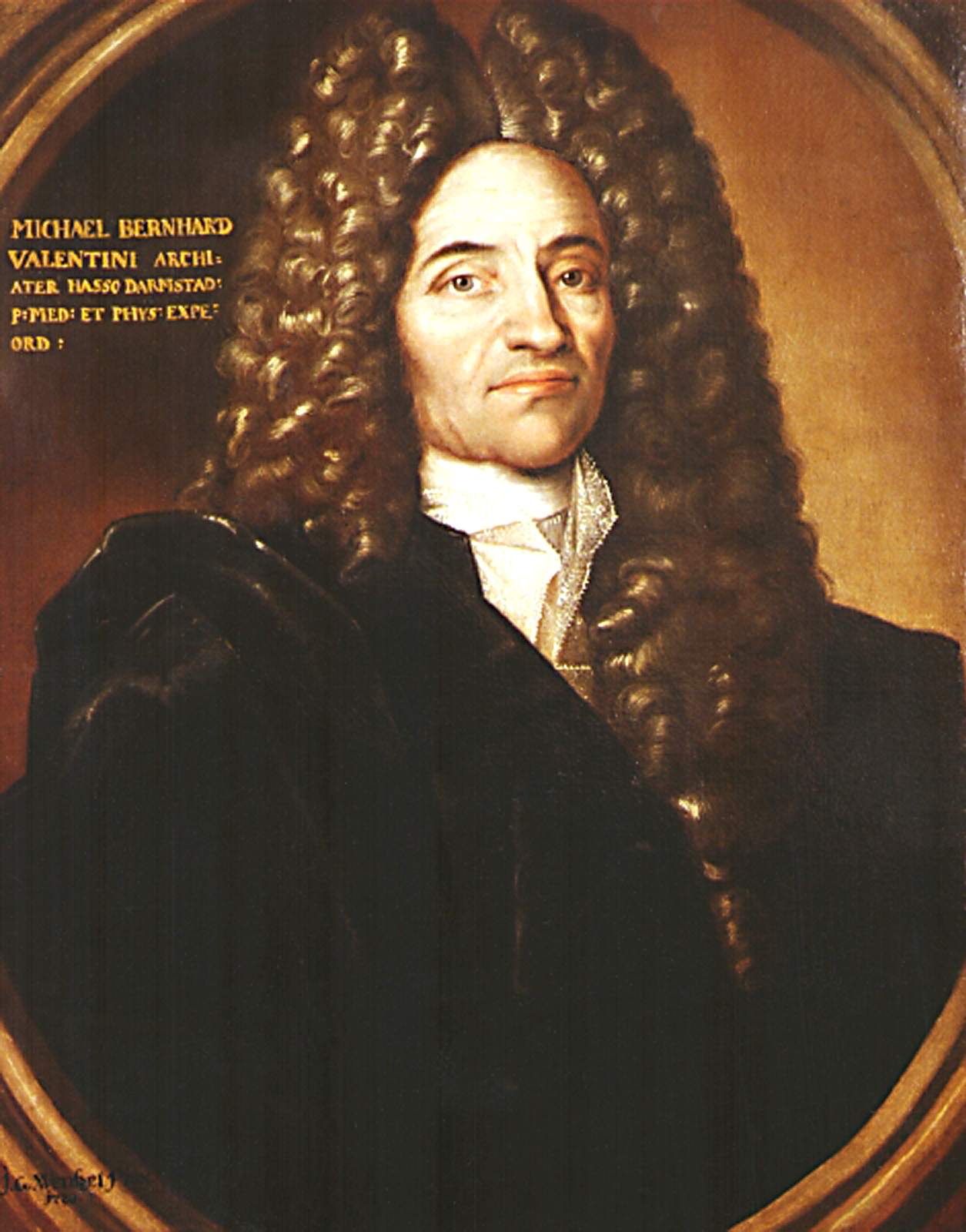
Michael Bernhard Valentini

Michael Bernhard Valentini  (* 26. November 1657 in Gießen; † 18. März 1729 ebenda) war ein deutscher Arzt und Naturforscher.

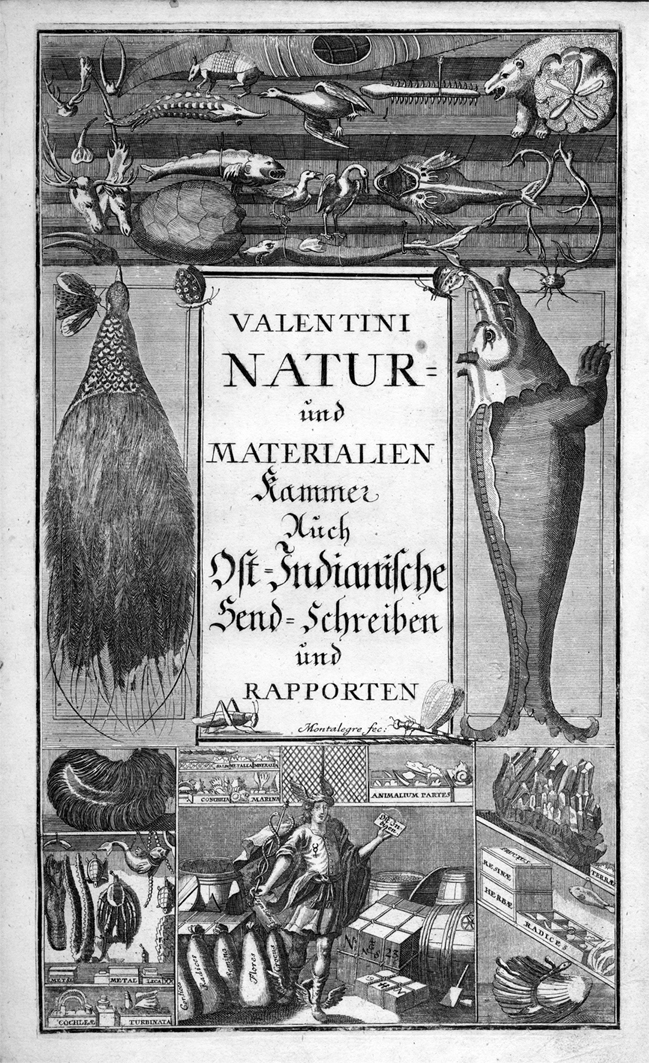
Museum Museorum, Bd.I, Frontispiz (2. Aufl. 1714)

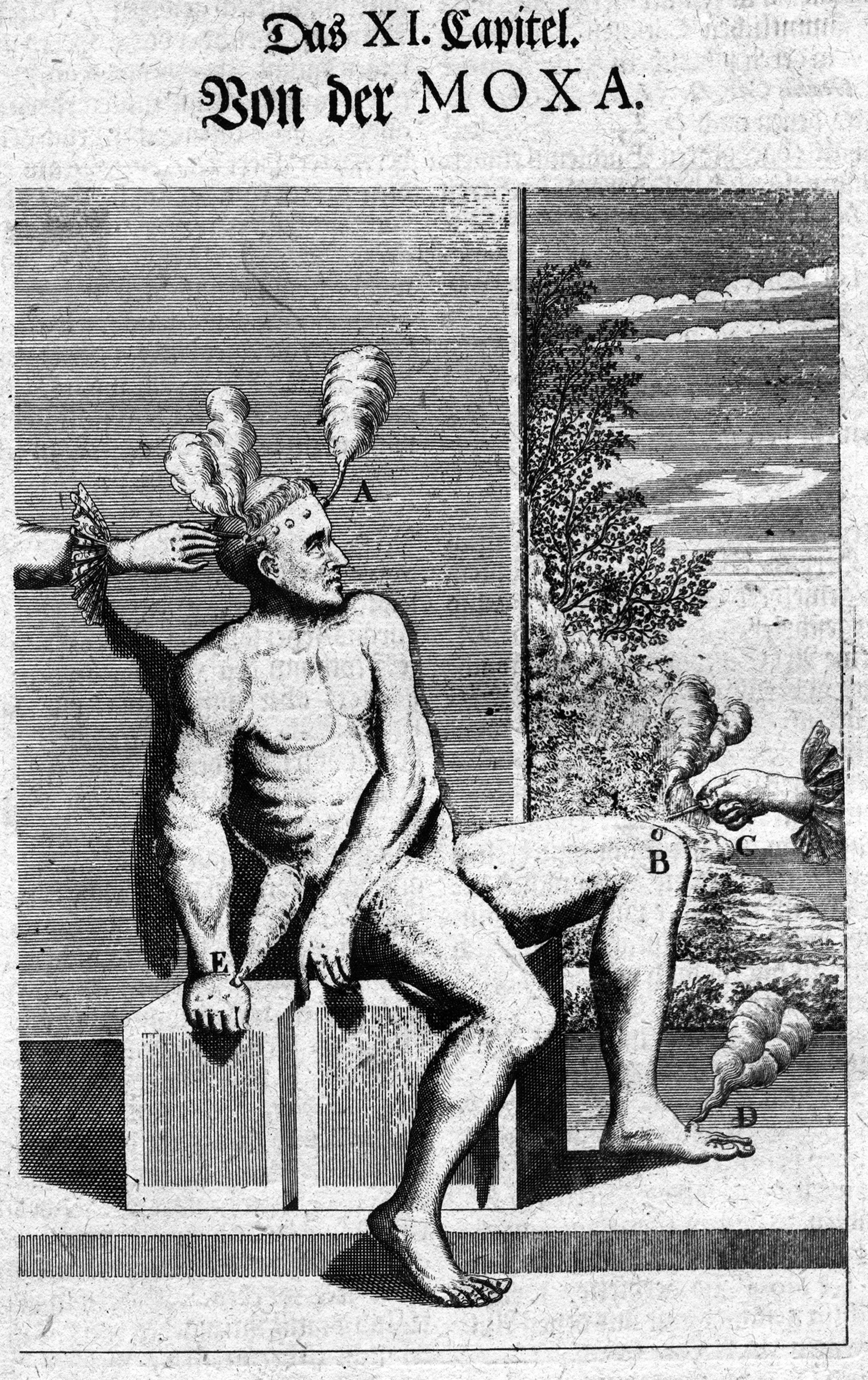
Anwendung der Moxa zur Heilung von Podagra und Chiagra. Auf der Grundlage einer Schrift von Hermann Buschoff entworfener Stich in Valentinis Museum Museorum, Bd.I (2. Aufl. 1714)

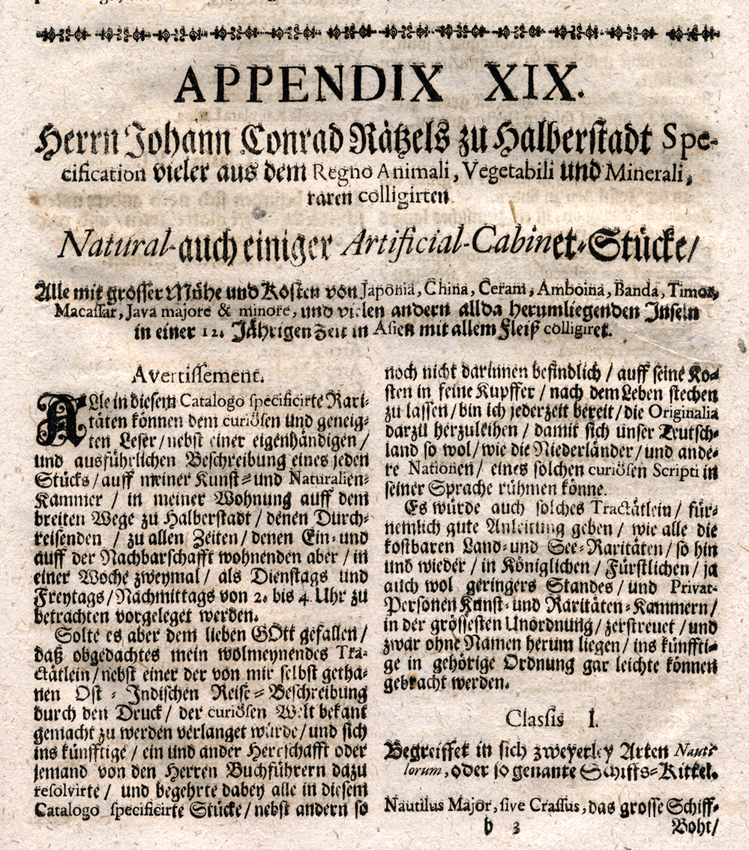
Erstmalige Beschreibung der Sammlung des Ostindien-Fahrers
Johann Konrad Rätzel in Valentinis Museum Museorum, Bd. II, Appendix 19 (2. Aufl. 1714)

## Leben
Valentini wurde als Sohn von Johann Justus Velten (1625–1689) und dessen Ehefrau Marie, geb. Will, in Gießen, einer Universitätsstadt von etwa 5000 Einwohnern, die zum Großherzogtum Hessen-Darmstadt gehörte, geboren. Der aus dem nahe gelegenen Großen-Linden stammende Vater hatte seinen Namen latinisiert. Der als ältester von zwei Söhnen geborene Michael Bernhard besuchte von 1669 bis 1675 das Gießener Pädagogium, danach die Universität, wo er den üblichen Ausbildungsweg einschlug und zunächst an der philosophischen Fakultät unter anderem Geschichte, Logik, Metaphysik und Mathematik hörte. 1676 verteidigte er unter dem Theologen Kilian Rudrauff (1627–1690) eine logisch-metaphysische Disputation. Erwähnenswert ist darüber hinaus der Besuch des Compendium Physicum, eine an der philosophischen Fakultät angesiedelte Vorlesung in Naturphilosophie bei Lorenz Strauß. Danach studierte Valentini ab 1675 bei Strauß, Michael Heiland und dem damaligen Extraordinarius Ludwig Christian Tackius (1655–1718) Medizin. Im Jahre 1680 erwarb er mit der Arbeit De convulsionibus das Lizentiat der Medizin. In der Folge war er zunächst als praktischer Arzt in der Grafschaft Leiningen-Hardenburg tätig, um dann als zweiter Garnisonsmedikus unter Johann Daniel Widt in Philippsburg zu praktizieren.
Zurück in Gießen betrieb er ab 1682 eine Praxis und verfasste die an Widt adressierte Epistolica de nova matricis et morbonae muliebris anatome, die ihm 1683 die Mitgliedschaft bei der Academia Naturae Curiosorum verschaffte. Eine wissenschaftliche Reise, die ihn nach Frankreich, Holland und England führte, erweiterte seinen Horizont. 1686 erwarb er in Gießen die Doktorwürde der Medizin und übernahm im Jahr darauf den Lehrstuhl für Physik. Dank seiner Kontakte zur Werkstatt der Musschenbroeks in Leiden konnte er physikalische Instrumente, insbesondere eine Antlia pneumatica (= Luftpumpe) ankaufen und die Experimentalphysik an der Universität Gießen etablieren, die nun nach Altdorf und Marburg als dritte deutsche Universität die „neue Physik“ in ihrem Curriculum anbot.
Im Jahre 1696 wurde Valentini zugleich außerordentlicher Professor der Medizin, ein Jahr später als ordentlicher Professor. 1720 wurde ihm das „Seniorat“ und „Ökonomie-Inspektorat“ der Universität übertragen. 1728 erfolgte die Ernennung zum kaiserlichen Leibmedicus. Seit 1683 gehörte er der 1652 gegründeten Deutschen Akademie der Naturforscher Leopoldina mit dem akademischen Beinamen Thessalus I. an, zu deren Aufbau er wichtige Beiträge leistete. 1704 wurde er Mitglied der Berliner Akademie der Wissenschaften und am 10. November 1715 Mitglied der Royal Society in London.
Valentini stand in Kontakt mit zahlreichen Gelehrten in Europa und Fernost. Er akkumulierte nicht nur eine Fülle von Informationen, sondern baute auch eine umfangreiche Sammlung auf. Sein Anfang des 18. Jahrhunderts publiziertes Werk „Museum Museorum“ ist noch heute eine Fundgrube für Informationen zur Materia Medica aus aller Welt, wie auch zur Bedeutung und Methodik des Sammelns und zu den wichtigsten Sammlungen seiner Zeit. Der dritte Teil stellt zahlreiche Apparate und Instrumente von Musschenbroek vor. Neben knapp hundert Beiträgen für die von der Academia Naturae Curiosorum herausgegebenen Miscellanea curiosa medico-physica und zahlreichen kleinen
Schriften, Disputationen und Universitätsreden veröffentlichte Valentini mehrere bedeutende medizinische Lehrbücher, so seine Medicina nov-antiqua, die 1698 in erster, 1713 in zweiter, stark erweiterter und 750 Seiten umfassender Auflage in Frankfurt am Main erschien. Mit weit über tausend Seiten noch umfangreicher präsentiert sich die 1711 in erster, 1721 in zweiter Auflage erschienene Praxis medicinae infallibilis. Erwähnenswert ist auch sein 1720 in erster Auflage erschienenes Amphitheatrum zootomicum (2. Aufl. 1742). Das Buch zeigt auf 105 Tafeln Abbildungen von heimischen und exotischen Tieren: Die beeindruckende Sammlung lässt jedoch keine expliziten Ordnungskriterien erkennen, sondern scheint der Sicherung und Wahrung tradierten Wissens zu dienen.
Valentini war mit Anna Felicitas Müller (* 3. Dezember 1671 in Gießen; † 14. März 1731 ebenda, Tochter des Johann Ernst Müller, 1627–nach 1675, Garnisons- und Burgprediger in Gießen und der Felicitas Walbach) verheiratet und hatte mehrere Söhne:
- Christoph Bernhard Valentini (1694–1728)
- Conrad Michael Valentini (1697–?)
- Christian Valentin Valentini
- Johann Ernst Valentini

## Werke (Auswahl)
- Microcosmi tortura medica convulsio quam θεοũ ἐπιβοηθοũντος pro licentia summos in arte medica honores immunitates et privilegia doctoralia jure meritove indipiscendi solenni patrum academiae conscriptorum examini sistit Michael Bernhard Valentin, Giessanus die mens. Maii. L. H. Q. C. Karger, Gießen 1680 (Digitalisat)
- Historia moxae cum adjunctis in fine meditationibus de podagra ad eminentissimum virum dn. Andream Cleyerum M. D. [...] perscripta. Van der Aa, Leiden 1686 (Digitalisat)
- Historia physices experimentalis qua antiquitatem ejus, ortum & progressum loco panegyris inauguralis in pleno antistitum consessu & frequenti civium academicorum confluxu adstruebat cum pridiè calendas Iunii Anni M DC LXXXVII professionem physices ordinariam in per-illustri academiâ Giessena ordiretur. Müller, Gießen 1688 (Digitalisat)
- Museum Museorum, oder Vollständige Schau-Bühne aller Materialien und Specereÿen nebst deren natürlichen Beschreibung/ Election, Nutzen und Gebrauch/ aus andern Material- Kunst- und Naturalien-Kammern/ Oost- und West-Indischen Reiß-Beschreibungen/ Curiosen Zeit- und Tag-Registern/ Natur- und Artzney-Kündigern/ wie auch selbst-eigenen Erfahrung/ zum Vorschub der studirenden Jugend/ Materialisten/ Apothecker und deren Visitatoren/ wie auch anderer Künstler/ als Jubelirer/ Mahler/ Färber/ u. s. w. also verfasset/ und mit etlich hundert sauberen Kupfferstücken unter Augen geleget. Zunner, Frankfurt a. M. 1704 (Digitalisat); 2. Ausg. Zunner, Frankfurt a. M. 1714 (Digitalisat Teil 1, Digitalisat Teil 2 und 3)
- Viridarium reformatum, seu regnum vegetabile, Das ist: Neu-eingerichtetes und vollständiges Kräuter-Buch, worinnen auff noch nicht geschehene Weise derer Vegetabilien/ als Kräutern/ Sträuchern/ Bäumen/ Bluhmen und anderer Erd-Gewachsen Art, Krafft und Würckung dergestalt beschrieben werden/ daß man dieses Werck statt einer Botanischen Bibliothec haben/ jedes Kraut zu seiner rechten Haupt-Art bringen, auch dessen Nutzen in der Artzney deutlich und umständlich finden: [...] kan. Heinscheidt, Frankfurt a. M. 1719 (Digitalisat)
- Amphitheatrum zootomicum tabulis aeneis quamplurimis exhibens historiam animalium anatomicam e miscellaneis S. R. I. academiae naturae curiosorum, diariis societatum scientiarum regiarum Parisiensis, Anglicae & Prussiacae […] aliisque scriptis rarioribus collectam. Accedit methodus secandi cadav. humana [...] accurante variisque notis & figuris illustrante Michaele Bernhardo Valentini. Zunner, Frankfurt a. M. 1720 (Digitalisat); 2. Ausg. Zunner, Frankfurt a. M. 1742 (Digitalisat)